# Frederik van Eeden
Frederik Willem van Eeden (ur. 3 kwietnia 1860 w Haarlemie, zm. 16 czerwca 1932 w Bussum) – holenderski psychiatra i pisarz.

## Życiorys
Studiował medycynę w Amsterdamie, później w 1885 wraz z pisarzami Willemem Kloosem i Albertem Verweyem założył dwumiesięcznik literacki „De Nieuwe Gids”, który stał się organem awangardowej grupy literackiej Tachtig, nazywanej również Generacją 1880; pismo to poświęcone było współczesnym autorom i nowym ideom społecznym. Był jego redaktorem do 1893. Później pracował jako lekarz w Bussum, gdzie założył klinikę fizykoterapii, w 1898 założył eksperymentalną kolonię rolniczą Walden, opartą na ideach Henry'ego Davida Thoreau, istniejącą do 1907. Jego osobowość była zbliżona do Lwa Tołstoja. Jako psychiatra interesował się podświadomością człowieka i snami (jako pierwszy sformułował nazwę świadomy sen) i zainteresowania te przeniósł do twórczości literackiej. W 1887 opublikował w trzech tomach baśniowo-symboliczną powieść Mały Janek (wyd. pol. 1904), dzięki której stał się znany, a w 1900 powieść naturalistyczno-psychologiczną Van de koele meren des doods (Z chłodnych mórz śmierci). Tworzył też nastrojowe wiersze liryczne i dramaty społeczno-satyryczne, m.in. De heks van Haarlem (Czarownice z Haarlemu) z 1913, i dramaty. Po wielu rozważaniach, wątpliwościach i rozczarowaniach przeszedł w 1922 na rzymski katolicyzm. Tłumaczył na niderlandzki utwory Rabindranatha Tagorego.